# Aulacophora kotoensis
Aulacophora kotoensis  (лат.) — вид жуков-листоедов рода Aulacophora из подсемейства козявок (Galerucinae).

## Распространение
Эндемик Тайваня (остров Lanyu и очень мелкий пустынный Hsiaolanyu). Один из 10 видов рода, обнаруженных на Тайване.

## Описание
Мелкие ярко-окрашенные жуки, жёлто-коричневые с чёрными отметинами. Самцы: длина 6,5-7,1 мм, ширина 3,5-3,8 мм. Самки: длина 7,2 мм, ширина 3,9 мм. Усики 11-члениковые. Тело овально-вытянутое, места прикрепления усиков разделены, пронотум с поперечным вдавлением (бороздкой), эпиплеврон элитр усечён (резко суживается к вершине) за средней линией надкрылий, передние тазиковые впадины сзади открытые, абдоминальный 5-й вентрит трёхлопастный, голени вооружены апикальными шпорами, коготки лапок раздвоенные.
Питаются двудольными растениями: Cucurbitaceae: Trichosanthes quinquangulata.
Вид был впервые описан в 1962 году, а его валидность была подтверждена в ходе ревизии рода тайваньским энтомологом Хи-Фенг Ли (Chi-Feng Lee; Taiwan Applied Zoology Division, Taiwan Agricultural Research Institute, Taichung, Тайвань) и голландским колеоптерологом Роном Биненом (Ron Beenen; Martinus Nijhoffhove, Nieuwegein, Нидерланды).